# Pjanoo
«Pjanoo» es una pista instrumental del DJ y productor sueco Eric Prydz. El sencillo fue un gran éxito particularmente en el Reino Unido, alcanzando el puesto 2 en el UK Singles Chart, y el puesto 1 en la lista de música dance del Reino Unido permaneciendo durante diez semanas no consecutivas. Además ingresó en los primeros diez de las listas de Suecia, Irlanda, Países Bajos y Bélgica.
Este instrumental esta diseñado, como sugiere su título, alrededor de un insistente riff de piano.

## Antecedentes
La canción ha sido promocionada desde 10 de marzo de 2008 a través de Pryda Recordings, discográfica propiedad de Eric Prydz, con una cantidad limitada de vinilos de 12″. Finalmente se lanzó como sencillo el 8 de agosto de 2008 por el sello Data Records, subsidiaria de Ministry of Sound.
Prydz declaró en una entrevista con la BBC Radio 1 que escribió la canción en 2006. Cuando la pinchó en una presentación en Estocolmo, esta no obtuvo ningún interés de los asistentes. Prydz se olvidó del tema hasta que la encontró en su colección durante una actuación, y decidió tocarla. Un espectador, entre la multitud, lo filmó tocando en directo y lo había publicado en YouTube. Este ha ganado mucha popularidad en el sitio de vídeo y Prydz decidió lanzarlo como un sencillo.
El riff de piano fue inspirada por el piano en la canción "I Was Tired of Being Alone" de Patrice Rushen.

## Video musical
El vídeo del clip muestra a un vaquero del lejano oeste que busca desesperadamente agua para saciar su sed. Para ayudarlo, dos nativos americanos realizan una danza de la lluvia.

## Lista de canciones
| Vinilo de 12″ [PRY011] |          |            |          |  |
| N.º                    | Título   | Alias      | Duración |  |
| 1.                     | «Pjanoo» | Eric Prydz | 7:32     |  |
| 2.                     | «F12»    | Pryda      | 6:31     |  |

| Maxisencillo (Remixes) |                                           |          |  |
| N.º                    | Título                                    | Duración |  |
| 1.                     | «Pjanoo» (Radio Edit)                     | 2:36     |  |
| 2.                     | «Pjanoo» (Club Mix)                       | 7:31     |  |
| 3.                     | «Pjanoo» (Fred Falke Remix)               | 6:24     |  |
| 4.                     | «Pjanoo» (High Contrast Remix)            | 7:04     |  |
| 5.                     | «Pjanoo» (Afterlife Remix)                | 5:39     |  |
| 6.                     | «Pjanoo» (Guy J Remix)                    | 7:43     |  |
| 7.                     | «Pjanoo» (Dana Bergquist & Peder G Remix) | 9:04     |  |
| 8.                     | «Pjanoo» (Afterlife Radio Edit)           | 2:50     |  |
| 9.                     | «Pjanoo» (Video Edit)                     | 2:52     |  |

| Vinilo de 12″, White Label |                                   |          |  |
| N.º                        | Título                            | Duración |  |
| 1.                         | «Pjanoo» (The Freemasons Rebuild) | 7:07     |  |

## Posicionamiento en listas y certificaciones
| Lista (2008–2009)                       | Mejor posición |
| --------------------------------------- | -------------- |
| Alemania (Offizielle Deutsche Charts)   | 34             |
| Austria (Ö3 Austria Top 40)             | 22             |
| Bélgica (Flandes) (Ultratop 50)         | 8              |
| Bélgica (Valonia) (Ultratop 50)         | 14             |
| CEI (Tophit)                            | 43             |
| República Checa (Rádio Top 100)         | 9              |
| Escocia (Scottish Singles Sales Chart)  | 5              |
| España (Top 100 Canciones)              | 14             |
| Estados Unidos (Dance/Mix Show Airplay) | 23             |
| European Hot 100 Singles                | 7              |
| Francia (SNEP)                          | 21             |
| Global Dance Songs                      | 1              |
| Hungría (Dance Top 40)                  | 23             |
| Irlanda (IRMA)                          | 7              |
| Países Bajos (Dutch Top 40)             | 4              |
| Reino Unido (UK Singles Chart)          | 2              |
| Reino Unido (UK Dance Chart)            | 1              |
| Rusia (TopHit Airplay)                  | 29             |
| Suecia (Sverigetopplistan)              | 6              |
| Suiza (Schweizer Hitparade)             | 31             |

| País         | Lista (2008)             | Posición |
| ------------ | ------------------------ | -------- |
| Bélgica      | Ultratop 50 flamenco     | 58       |
| CEI          | TopHit                   | 196      |
| Europa       | European Hot 100 Singles | 68       |
| Hungría      | Dance Top 40             | 77       |
| Países Bajos | Dutch Top 40             | 19       |
| Países Bajos | Single Top 100           | 44       |
| Reino Unido  | UK Singles Chart         | 75       |
| Rusia        | TopHit Airplay           | 184      |

| País  | Lista (2009)   | Posición |
| ----- | -------------- | -------- |
| Rusia | TopHit Airplay | 151      |

### Certificaciones
| País        | Organismo certificador | Certificación | Ventas  | Ref.   |
| ----------- | ---------------------- | ------------- | ------- | ------ |
| Reino Unido | BPI                    | Platino       | 600 000 | [ 34 ] |

## En la cultura popular
- Esta canción también aparece en el juego Grand Theft Auto, The Ballad of Gay Tony como parte del soundtrack y en un tráiler.

- La canción hace parte de la música usada en el videojuego DJ Hero, mezclada con otras canciones.
- Es durante varios años, banda sonora del programa Empresas & Empresarios del Grupo Paraguay Eventos & Emprendimientos, en diferentes canales paraguayos.